# 청산계정
청산계정(淸算計定, open account, 오픈 어카운트)은 당사국끼리 금융 협정을 맺고 상호간 상거래를 할 때마다 현금을 주고 받지 않고 일정한 기간의 거래에 대해 대차관계만 장부에 기록한 뒤 매년 정기적으로 그 대차 결과를 청산하는 방식이다. 협정무역에서 중요하게 쓰이고 있는 결제 방법이다.